# Яскаин
Яскаин (баш. Яҫҡайын) — деревня в Давлекановском районе Республики Башкортостан Российской Федерации. Входит в состав Чуюнчинского сельсовета.

## География

### Географическое положение
Расстояние до:
- районного центра (Давлеканово): 40 км,
- центра сельсовета (Чуюнчи): 4 км,
- ближайшей ж/д станции (Давлеканово): 40 км.

## Население
| 2002 | 2009 | 2010 |
| ---- | ---- | ---- |
| 78   | ↘54  | ↘52  |

Согласно переписи 2002 года, преобладающие национальности — татары (63 %), башкиры (26 %).